# P551 Hajen
P551 Hajen var det andet skib i Flyvefisken-klassen og forrettede tjeneste i Søværnet fra august 1990 til den 23. januar 2009 hvor det, efter en grundig istandsættelse, blev overdraget til den litauiske flåde under navnet LKL Dzūkas (P12). 
Skibet er det niende skib der har været navngivet Hajen i Søværnets historie:
- Haien (defensionspram, 1793-1801)
- Haien (stykpram, 1802-1807)
- Haien (defensionspram, 1810-1818)
- Haien (bevogtningsfartøj, 1917-1947)
- Hajen (torpedobåd, 1882-1894)
- Hajen (torpedobåd, 1896-1928)
- Hajen (minestryger, 1943-1945)
- P501 Hajen (torpedobåd, 1955-1974)
- Hajen minerydningsfartøj, 1990-2009)